# Durham (Connecticut)
Durham è un comune di 7.266 abitanti degli Stati Uniti d'America, situato nella Contea di Middlesex nello Stato del Connecticut.